# 菅谷正貫
菅谷 正貫（すがや まさみち、1913年11月3日 - 1983年9月23日）は、日本の哲学者。
水戸市に島六郎として生まれる。正貫と改名、1937年立正大学文学部哲学科卒、菅谷敏子と結婚し菅谷姓となる。1942年立正大学文学部副手、1944年文部省教学錬成所錬成官補、1950年立正大学文学部講師、52年助教授、58年教授、59-66年文学部長、68年学監、71年学長。73-76年立正大学短期大学部学長兼任。83年立正大学退任。

## 著書
- 『不安からの脱出 法華信仰への道』平楽寺書店 法華新書 1955
- 『平和の信仰』立峰書店 1956
- 『哲学と宗教 法華経への歩み 菅谷正貫集』昭和仏教全集 教育新潮社 1965

共編
- 『現代革命と平和思想』富田富士雄,浅田光輝共編 思想書林 1959 イデオロギー研究 第1集

翻訳
- マックス・ヴント『新しき熱情の獲得者フィヒテの生涯』蒼生社 1943

記念文集
- 『哲学と宗教 菅谷正貫先生古稀記念論文集』江川義忠編 理想社 1983